# Jerònima Canyelles
Jerònima Canyelles (Barcelona, c. 1550 - Barcelona, 16 de febrer de 1613) o Jerònima de Colom fou una burgesa catalana vinculada a Barcelona i Calonge.

## Biografia
Gerònima Canyelles pertanyia a una família benestant de terratinents i notaris. Gerònima es casà amb Jaume Alòs Colom, també de Barcelona, el dia 3 octubre de 1567, s'instal·laren al carrer Tallers i no tingueren descendència. Com és habitual Gerònima consta en tota la documentació com a Gerònima Colom. En el testament del pare, redactat el 2 de febrer de 1583, Gerònima va ser designada hereva universal de tots els béns paterns.
Gerònima, per la seva part, va fer dos testaments. El primer el 21 de març de 1607, poc després de la mort del seu marit, i el segon, el 30 de juliol de 1612. Expressava la seva voluntat de ser enterrada al monestir de Santa Caterina de Barcelona. Tot i el seu desig de tenir un enterrament modest, destinà la important quantitat de 200 lliures per a les cerimònies del dia de la seva mort. Dotze monjos havien de vetllar el seu cos fins que fos enterrada. Calia repartir 200 lliures entre els bacins dels pobres vergonyants del Pi i de Sant Francesc. Instituí llegats a la majoria d'esglésies i monestirs de Barcelona i a la parròquia de Sant Vicens de Sarrià i al monestir de Montserrat. Va fer deixes a diversos hospitals de la ciutat. Afavorí especialment els convents dels caputxins per a la construcció o millora dels edificis escampats per Catalunya, sobretot per fer tanques i infermeria. A part d'aquesta donació en metàl·lic els deixà els seus quadres, relíquies i llibres. Donà també per la redempció de captius i els presos pobres que tinguessin deutes petits.
Gerònima deixà suficient per edificar una escola i pel manteniment d'un mestre de minyons. Aquesta missió l'emprengué d'una manera molt decidida i nomenà els administradors, que havien de passar comptes al bisbe de Barcelona o a un representant seu. Aquesta era l'única decisió que Gerònima establí de forma expressa que no es podia canviar per cap altra obra pia, i manifestà el desig que l'escola perdurés sempre.
El testament prossegueix amb la relació de les deixes per dotar noies joves per casar-se o entrar en alguns convent. A Enric Cavaller, prevere beneficiat de la Seu de Barcelona i marmessor seu, li assignà totes les cases que ella havia heretat del seu pare a Barcelona. La resta de béns no atribuïts havien de ser subhastats en encant públic i els diners havien de servir per alliberar captius, o oferts als pobres de l'Hospital General, als pobres de la presó i als frares caputxins a qui, com s'ha vist, ella tenia en especial consideració.
La majoria dels diners per fer les donacions d'una manera continuada procedien d'un censal mort de 30.000 lliures, pensió de 1.500 lliures, que anualment pagava el duc Sessa, gendre dels ducs de Cardona, a Jaume Alòs i que Gerònima havia heretat. Cal dir que com que cap dels hereus de Josep Canyelles ni de Jaume Alós va tenir descendència, l'Hospital General de Barcelona va reclamar tots els béns. Aquesta reclamació provocà un enfrontament obert entre aquesta institució i Lluís de Còrdova i de Cardona, duc de Sessa, que acabà guanyant l'Hospital.